# Gert de Groot (waterpoloër)
Gerrit Adrianus (Gert) de Groot (Amsterdam, 24 februari 1970) is een voormalig Nederlands waterpolospeler.
Gert de Groot nam eenmaal deel aan de Olympische Spelen, in 1996. Hij eindigde met het Nederlands team op de tiende plaats. De Groot kwam tijdens zijn sportloopbaan uit voor AZ&PC uit Amersfoort.
Arie van de Bunt · 
Gert de Groot · 
Arno Havenga · 
Koos Issard · 
Bas de Jong · 
Niels van der Kolk · 
Marco Kunz · 
Harry van der Meer · 
Hans Nieuwenburg · 
Joeri Stoffels · 
Eelco Uri · 
Wyco de Vries